# Spectrum (ракета-носитель)
Spectrum — двухступенчатая ракета-носитель лёгкого класса, созданная частной германской компанией Isar Aerospace. Spectrum — первая из разрабатываемых частными европейскими компаниями ракет-носителей, доведенная до этапа запуска на орбиту. Ракета предназначена для вывода полезной нагрузки до 1000 кг на низкую околоземную орбиту или до 700 кг на солнечно-синхронную орбиту, что делает её сравнимой с американским лёгким коммерческим носителем Firefly α и существенно превышает возможности новозеландско-американского носителя «Электрон». Ракета создана в основном за счёт частного финансирования, хотя в проект инвестировали также Европейское космическое агентство, правительство Германии и Инновационный фонд НАТО.

## Конструкция
Ракета Spectrum практически полностью разработана силами компании Isar Aerospace. Носитель имеет длину 28 метров и состоит из двух ступеней, обе имеют диаметр 2 метра. На обеих ступенях используется необычная криогенная топливная пара, ранее не применявшаяся на ракетах-носителях: горючим служит сжиженный пропан, а окислителем жидкий кислород. В конструкции ракеты широко используются композитные материалы из углеволокна, что, по заявлению компании-производителя, облегчает автоматизацию производства. На первой ступени ракеты установлено девять разработанных компанией Isar Aerospace двигателей Aquila SL, каждый из которых развивает тягу 75 кН. На второй ступени установлен один двигатель Aquila VAC, предназначенный для работы в вакууме и имеющий тягу 94 кН. Головной обтекатель ракеты Spectrum имеет такой же диаметр, как и ступени, и длину приблизительно 6 метров. Объём для расположенной под обтекателем полезной нагрузки — около 13 кубических метров. Прогнозируемая стоимость вывода полезной нагрузки на низкую околоземную орбиту — порядка 10 000 евро за килограмм.

## Стартовые площадки
Пуски носителя Spectrum планируется осуществлять с коммерческого космодрома Аннёйа на севере Норвегии, где для него построен стартовый комплекс. С космодрома Аннёйа возможны запуски космических аппаратов на полярные и солнечно-синхронные орбиты. В будущем планируется переоборудовать для Spectrum бывший старт носителей Диамант на космодроме Куру во Французской Гвиане, принадлежащий Французскому космическому агентству. Это позволит расширить диапазон доступных орбит, включая экваториальные.
Первый испытательный пуск носителя Spectrum состоялся 30 марта 2025 года с космодрома Аннёйа и закончился аварией на этапе работы первой ступени. Через 18 секунд полёта управление ракетой было потеряно, через 30 секунд после запуска она упала в море. Выведение полезной нагрузки в этом пуске не планировалось, его целью было испытание всех систем стартового комплекса и ракеты-носителя.